# Arthur Aikin
Arthur Aikin (Warrington, 19 maggio 1773 – Londra, 15 aprile 1854) è stato un chimico e geologo britannico.
Fu tra i fondatori della Geological Society of London di Londra nel 1807 con altri eminenti scienziati come William Babington, Humphry Davy e George Bellas Greenough.

## BIOGRAFIA Arthur Aikin
Dopo aver contribuito con alcuni studi sui minerali di alcune zone dell'Inghilterra, dell'associazione assunse successivamente la carica di segretario onorario dal 1812 al 1817 mentre in tempi ancora successivi divenne segretario della Royal Society of Arts. 
Figlio di scrittori inglesi conosciuti, il padre per gli scritti di medicina e la madre per le biografie storiche, venne considerato un grande chimico e una grande mente intellettuale e culturale dell'epoca, conobbe e collaborò con i principali chimici inglesi, tra cui Joseph Priestley, suo maestro, considerato uno degli scopritori dell'ossigeno e dell'anidride carbonica.
In suo onore fu denominato il minerale aikinite.